# ناحیه کلی سیتی، شهرستان کلی، ایلینوی
ناحیه کلی سیتی، شهرستان کلی، ایلینوی (به انگلیسی: Clay City Township) یک منطقهٔ مسکونی در ایالات متحده آمریکا است که در شهرستان کلی، ایلینوی واقع شده‌است. ناحیه کلی سیتی ۱٬۲۸۷ نفر جمعیت دارد و ۱۳۱ متر بالاتر از سطح دریا واقع شده‌است.